# Ulf Böge
Ulf Böge (* 22. Januar 1942 in Eberswalde) ist ein deutscher Volkswirt. Er war von 1999 bis 2007 Präsident des Bundeskartellamtes.

## Leben und Ausbildung
Ulf Böge verbrachte seine Kindheit und Jugend in Staffelstein, Franken, Bamberg und dann Mainz/Wiesbaden, von wo er 1964 zum Studium der Volkswirtschaftslehre zunächst nach Mainz, später nach Bonn ging. Nach seinem Abschluss wurde er 1968 wissenschaftlicher Assistent am Lehrstuhl für Volkswirtschaftslehre und Finanzwissenschaft an der Universität Mainz mit Schwerpunkt Volkswirtschaftstheorie, Wettbewerbstheorie und Finanzwissenschaft. 1971 erfolgte die Promotion.

## Laufbahn
Nach der Promotion ging Böge in das Bundeswirtschaftsministerium, wo er 1972 Referent für Wettbewerbspolitik wurde. 1976 wechselte Böge als Referatsleiter für den Gesamtbereich Wirtschaft in das Bundespräsidialamt unter Bundespräsident Walter Scheel. Nach seinem Ausscheiden aus dem Amt als Bundespräsident wurde Böge 1979 Leiter seines Büros. Bis Mitte der 1990er Jahre folgten eine Reihe von Stationen in wirtschaftspolitischen Bereichen, bevor er 1997 Leiter der Abteilung Energiepolitik und 1998 der Abteilung Wirtschaftspolitik im Bundeswirtschaftsministerium wurde. Böge war maßgeblich beteiligt an der Verabschiedung der europäischen Energiecharta (1993), einem Völkerrechtsvertrag vor allem zwischen den EU- und EFTA-Ländern sowie Russland und der Nachfolgestaaten der Sowjetunion sowie innerhalb der EU an der Liberalisierung der europäischen Strom- und Gasmärkte (1998).
2000 übernahm Böge das zu seinem Amtsantritt gerade von Berlin nach Bonn verlegte Kartellamt von Dieter Wolf, zu dessen Präsident Böge als erster Nichtjurist im Januar 2000 berufen wird. 2000 wurde er stellvertretender Vorsitzender des Competition Committee (CC) bei der OECD, Paris und ab 2004 Vorsitzender der Steering Group des International Competition Network (ICN), das er zusammen mit Mario Monti, dem in der EU-Kommission für Wettbewerbsfragen zuständigen Kommissar und den amerikanischen Kollegen initiierte. Seine Nachfolge an der Spitze des Bundeskartellamtes trat im April 2007 der Präsident des Bundesamtes für Wirtschaft und Ausfuhrkontrolle, Dr. Bernhard Heitzer, an.

### Tätigkeit im Bundeskartellamt
Im Amt des Wettbewerbshüters führte Böge zur besseren Bekämpfung von Kartellabsprachen im März 2000 die sog. Bonusregelung und ein Jahr später eine eigene Einheit Kartellverfolgung ein. Er scheute nicht Auseinandersetzungen mit Großbanken, verhängte Strafen gegen die größten Industrieversicherer nach Bekanntwerden derer Tarifabsprachen sowie gegen die Branchenführer der Zementherstellung Deutschlands, Unterlassungsverfügungen gegen einen marktbeherrschenden Energieversorger hinsichtlich wettbewerbshemmender Lieferverträge auf der Basis zu langer Vertragsdauer für den Rohstoffbezug, als auch die Verhinderung der Fusion Europas auflagenstärksten Zeitungsverlags mit der Hälfte des deutschen Fernsehmarkts. Die Lockerung der Pressekartellregeln, wie sie Bundeswirtschaftsminister Wolfgang Clement Ende des Jahres 2005 geplant hatte, unterblieb, maßgeblich weil Böge sich widersetzte.

## Auszeichnungen
- 1977: Komturkreuz des Verdienstordens der Republik Senegal
- 1978: 2. Klasse Médaille du Mérite Syrien der Arabischen Republik Syrien
- 1978: Komturkreuz des Ordens Rio Branco der Föderativen Republik Brasilien
- 2009: Großes Silbernes Ehrenzeichen mit dem Stern für Verdienste um die Republik Österreich
- 2013: Verleihung der Ehrendoktorwürde  durch die Universität Fribourg, Schweiz[1]